# Жевательная резинка

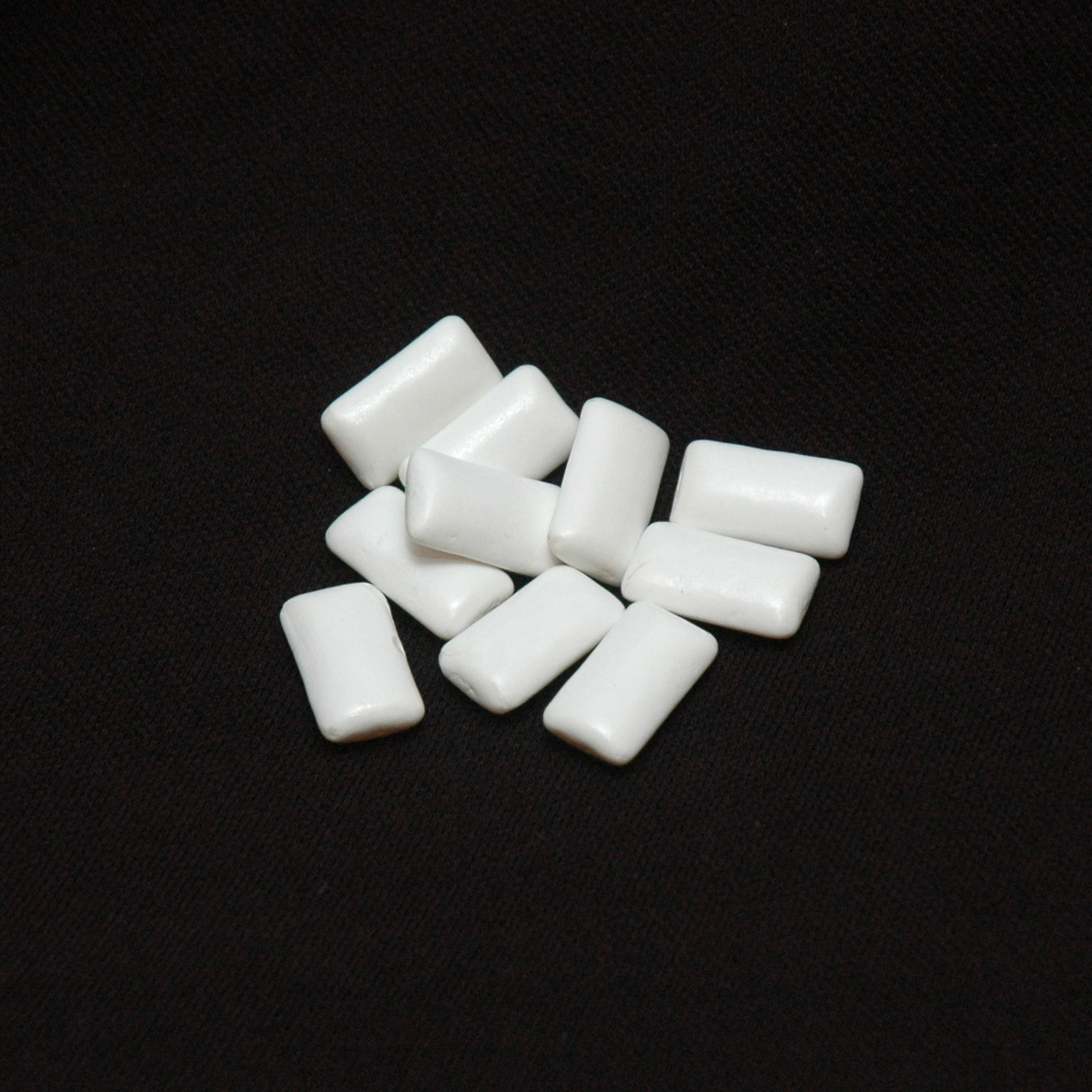
Жевательная резинка в подушечках

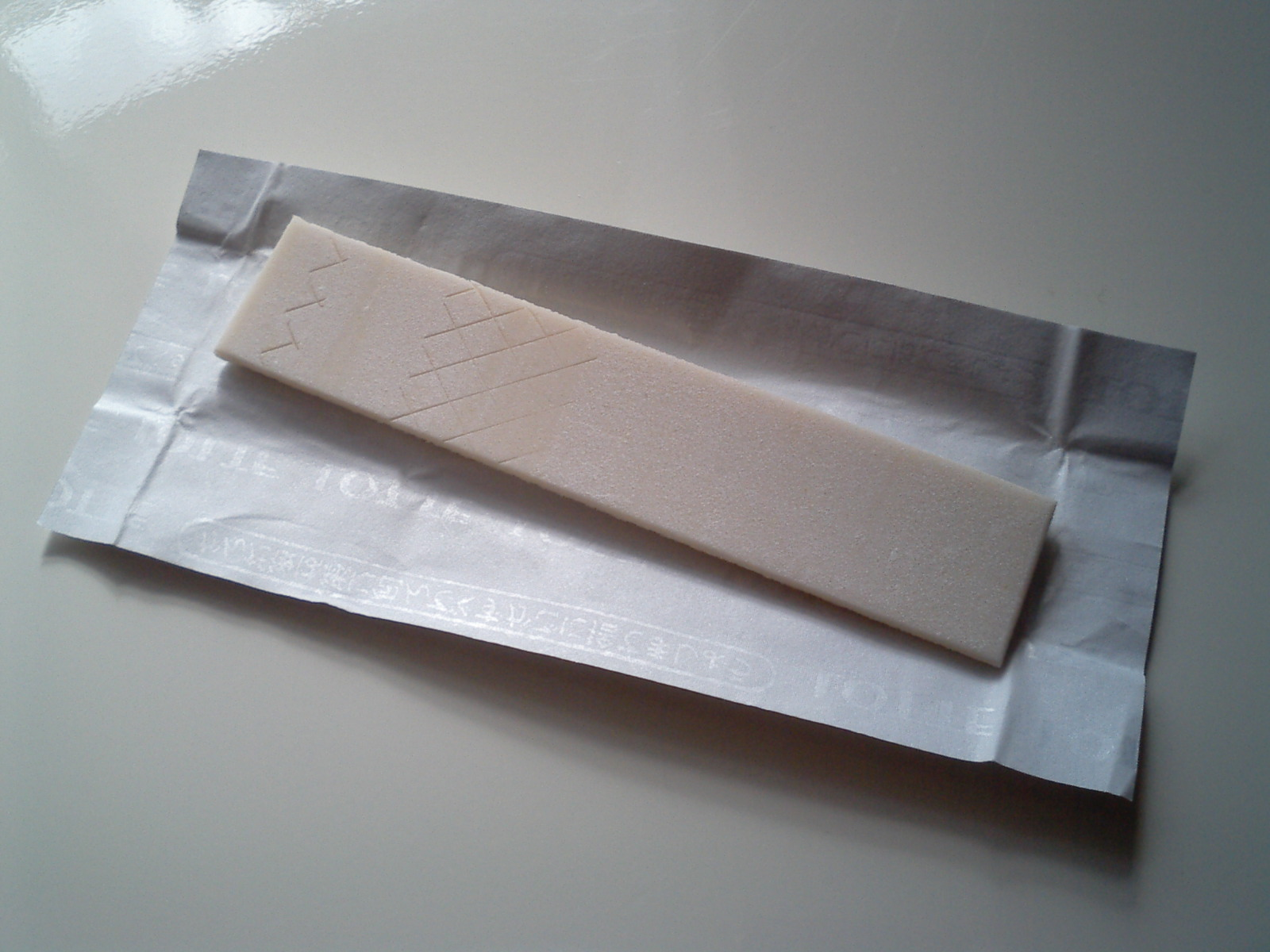
Жевательная резинка в виде пластинки

Жева́тельная рези́нка (разг. жвачка) — изделие пищевой промышленности, которое состоит из несъедобной эластичной основы и различных вкусовых и ароматических добавок. В процессе употребления жевательная резинка практически не уменьшается в объёме, но все наполнители постепенно растворяются, после чего основа становится безвкусной и обычно выбрасывается. Из многих видов жевательной резинки в качестве развлечения можно выдувать пузыри, что в англоязычных странах дало ей ещё одно название — бабл-гам (англ. bubble gum, то есть что-то вроде «резина для пузырей»).

## История

### Предыстория
Прообразы современной жевательной резинки можно найти в любой части света. Древнейший из них, найденный в Юли-Ий (Финляндия), датируется пятитысячелетней давностью (период неолита).
Известно, что ещё древние греки жевали смолу мастикового дерева для освежения дыхания и очистки зубов от остатков пищи. Для этого также использовался пчелиный воск.
Племена майя использовали в качестве жевательной резинки застывший сок гевеи — каучук. На севере Америки индейцы жевали смолу хвойных деревьев, которую выпаривали на костре.
В Сибири применялась так называемая сибирская смолка, которой не только чистили зубы, но и укрепляли дёсны, а также лечили различные болезни. В Сибири жуют засохшую смолу лиственницы (собирают твёрдые натёки на стволах и просто пережёвывают во рту крошащиеся кусочки, которые по консистенции приобретают свойства жевательной резинки), в некоторых местах называемую серой. Смолу лиственницы (твёрдую) можно перетапливать на водяной бане, тогда получается готовый продукт — сера. Можно жевать сосновую смолу, когда она долго находилась в воде при сплаве древесины (натёки, оставшиеся от подсочки при сборе смолы, приобретают консистенцию пластилина) и при пережёвывании получается белая похожая на жевательную резинку масса.
В Индии и Юго-Восточной Азии прототипом современной жевательной резинки стала смесь листьев перечного бетеля, семян арековой пальмы и извести (подробнее в статье Бетель). Данный состав не только дезинфицировал полость рта, но и считался афродизиаком. В некоторых азиатских странах его жуют до сих пор.
В Европе первые предпосылки к употреблению жевательной резинки появились в XVI веке, когда мореплаватели завезли из Вест-Индии табак. Постепенно привычка распространилась и далее, на Соединённые Штаты Америки.
Это продолжалось на протяжении трёхсот лет, поскольку все попытки заменить жевательный табак на воск, парафин или другие вещества не увенчались успехом.
Первая в мире фабрика по производству жевательной резинки была основана в городе Бангор (штат Мэн, США). С этого момента история жевательной резинки развивается со стремительной скоростью. До этого времени производство жевательной резинки не было самостоятельной индустрией, а сама жевательная резинка не была коммерчески распространяемой частью ширпотреба. Благодаря конвейерному производству жевательная резинка превратилась в товар, а мода на жевание резинки распространилась из Америки по всему миру.

### Первые опыты

Упаковка жевательной резинки Wrigleys Spearmint с 5 пластинками образца 2019 года

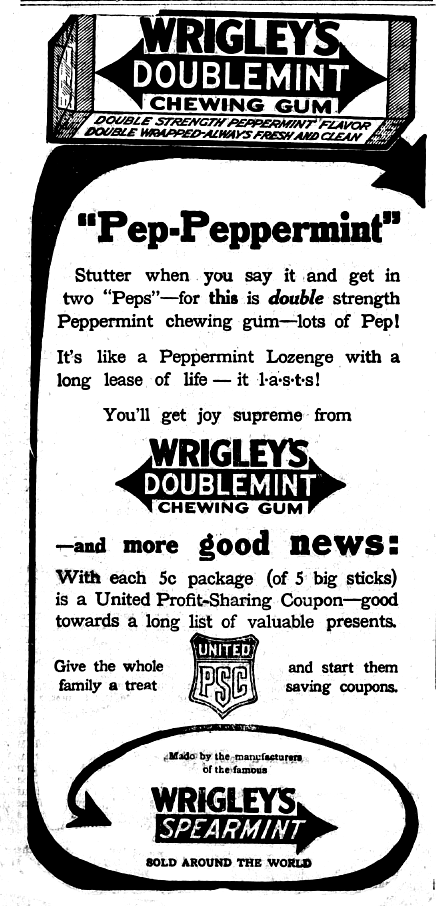
Wrigleys Doublemint .1914

1848 год: Джон Бэкон Кертис налаживает промышленное производство жевательной резинки. На его фабрике было всего четыре котла: в одном из хвойной смолы выпаривались примеси, в остальных готовилась масса для изделий с добавлением лёгких ароматизаторов. Первые жевательные резинки носили названия «Белая гора», «Сливки с сахаром» и «Лакричник Лулу».
1850-е годы: 
Производство расширяется, Кертису теперь помогает брат. Жевательная резинка разрезается на кубики. Появляется первая обёртка из бумаги. Жевательную резинку продают по центу за две штуки.
Организованная братьями компания Curtis Chewing Gum Company строит новую фабрику в Портленде (Мэн). На производство нанимается более 200 человек. Расширяется ассортимент продукции — появляются жевательные резинки «Четыре в руки», «Американский флаг», «Сосновая магистраль», «Сосна янки» и др.
1860-е годы: 
Продукция братьев Кертисов так и не вышла за пределы штата Мэн. Неказистый внешний вид и плохая очистка (в жевательной резинке попадались даже сосновые иголки) отпугивали покупателей. Начало Гражданской войны и вовсе заставило свернуть производство.
1869 год: известный нью-йоркский фотограф Томас Адамс закупает большую партию каучука у мексиканского генерала Антонио де Санта-Анна. После неудачных экспериментов по вулканизации, в кустарных условиях он производит жевательную резинку наподобие мексиканской chicle. Жевательная резинка заворачивается в яркие разноцветные фантики и продаётся в нескольких магазинах.
Запатентованная жевательная резинка
5 июня того же года дантист из штата Огайо получает первый патент на жевательную резинку.
1870-е годы. 
Томас Адамс строит фабрику по производству жевательной резинки. Продажи поднимаются до 100 тысяч штук в год. Появляется первая жевательная резинка со вкусом лакрицы, имеющая своё название — Black Jack.
1871 год. Томас Адамс получает первый патент на станок для промышленного производства жевательной резинки. «Нью-йоркская жевательная резинка Адамса» продаётся по 5 центов за штуку (доллар за коробку). Многим аптекарям Адамс раздаёт первые партии бесплатно при условии, что они выставят образцы в своих витринах.
1879 год: Джон Колган, аптекарь из Луисвилля (США), вместо заказанных 100 фунтов каучука по ошибке поставщика получает 1500 фунтов (более 680 кг). Чтобы переработать партию вещества, он основывает компанию по производству жевательной резинки Colgan’s Taffy Tolu Chewing Gum.
1880-е годы:
Уильям Дж. Уайт, известный также под именем П. Т. Барнум (от англ. barn — зернохранилище), создаёт жевательную резинку «Юкатан», смешав каучук с кукурузным сиропом и добавив перечную мяту.
Джон Колган впервые добавляет ароматизаторы и сахар до его соединения с резиновой массой. Это позволяет готовой жевательной резинке намного дольше сохранять вкус и аромат. Патент на данное изобретение впоследствии был выкуплен Уильямом Ригли, основателем компании Wrigley.
Популяризируя жевательную резинку среди девушек, предприниматель Джонатан Примли создаёт марку Kiss me!
1888 год: На фабрике Адамса изобретается жевательная резинка с фруктовым вкусом «Тутти-Фрутти», которая приобретает необычайную популярность в Америке. Компания Adams Tutti-Frutti устанавливает первые в истории автоматы по продаже жевательных резинок на железнодорожных станциях Нью-Йорка.
1890-е годы:
1891 год. На рынок выходит новый игрок — компания Wrigley, которой удаётся в короткое время потеснить фабрику Адамса. Уильям Ригли, производитель мыла, замечает, что американцы предпочитают не его основной продукт, а жевательные резинки Lotta и Vassar, которые предлагались «в довесок». Находчивый предприниматель быстро переориентирует производство.
1893 год. На фабрике Ригли начинают выпускать мятную жевательную резинку Spearmint и фруктовую Juicy Fruit.
1898 год: доктор Эдвард Биман добавляет в жевательную резинку порошок пепсина и продаёт её как препарат, помогающий пищеварению.
1899 год: менеджер одной из аптек Нью-Йорка, Фрэнклин В. Каннинг, впервые представляет на рынке специальную жевательную резинку, которая, по словам рекламы, «предотвращает разрушение зубов и освежает дыхание». Она получает название Dentyn. Её отличительной особенностью является уникальный розовый цвет.
В результате слияния компаний «Adams Gum» (Т. Адамс мл.), «Yucatan Gum» (У. Уайт), «Beeman’s Gum» (Э. Биман), «Kiss-Me Gum» (Дж. Примпи) и «S. T. Britten» (С. Бриттен) появляется компания «American Chicle».
1900-е годы:
Предприниматель Генри Флиер начинает поставлять на рынок жевательной резинки весь каучук со своих плантаций.
1906 год: Фрэнк Флиер, брат Генри Флиера, выпускает жевательную резинку Blibber-Blabber, которая получается слишком липкой и не находит популярности у потребителей.
Уильям Ригли становится настоящим новатором на рынке жевательной резинки. Он меняет традиционную форму жевательной резинки, разделив традиционные брусочки на пять отдельных пластинок. Пластинки заворачиваются в вощёную бумагу, чтобы они не прилипали друг к другу. Реклама его продукции появляется на бортах трамваев и омнибусов. Девушки-промоутеры бесплатно раздают жевательную резинку на улицах мегаполисов.
1910-е годы:
1910 год. Компания Wrigley строит первый завод за пределами Штатов, в Канаде.
1911 год: с помощью жевательной резинки команда Королевских военно-воздушных сил Великобритании предотвращает аварию самолёта, заклеив дыру в водяной рубашке двигателя.
1914 год. Компания Wrigley выпускает торговую марку Wrigley Doublemint.
Компания American Chicle выкупает завод по переработке каучука.
1915 год. Компания Wrigley строит завод в Австралии. Для популяризации жевательной резинки среди детей выпускается книжка «Матушка гусыня» со стихами и красочными иллюстрациями. В рекламных целях рассылаются пластинки жевательной резинки всем ньюйоркцам, фамилии которых значатся в городском телефонном справочнике. Позже пластинку жевательной резинки стали выдавать каждому иммигранту, въезжавшему в США через Эллис-Айленд. Так жевательная резинка Уильяма Ригли стала символом Америки.
1916 год. Компания American Chicle поглощает компанию Ф. Каннинга Dentyn.
1920-е годы. 
В Америке вводится сухой закон. Во многих подпольных барах посетителям продают жевательную резинку специального сорта «двойная мята».
Закладывается строительство нового отдельного здания для компании Wrigley в Чикаго.
1923 год. Акции компании Wrigley появились на Западной фондовой бирже.
1927 год. На рынок выходят марки Dulce и P.K. Обе просуществовали вплоть до 1975 года.
В этом же году на рынке появляется компания Dandy.
Построена фабрика Wrigley в Англии.
Зарегистрирована компания Kent Gıda A.S., которая начала свою деятельность лишь с 1960 года.

### Современная жевательная резинка

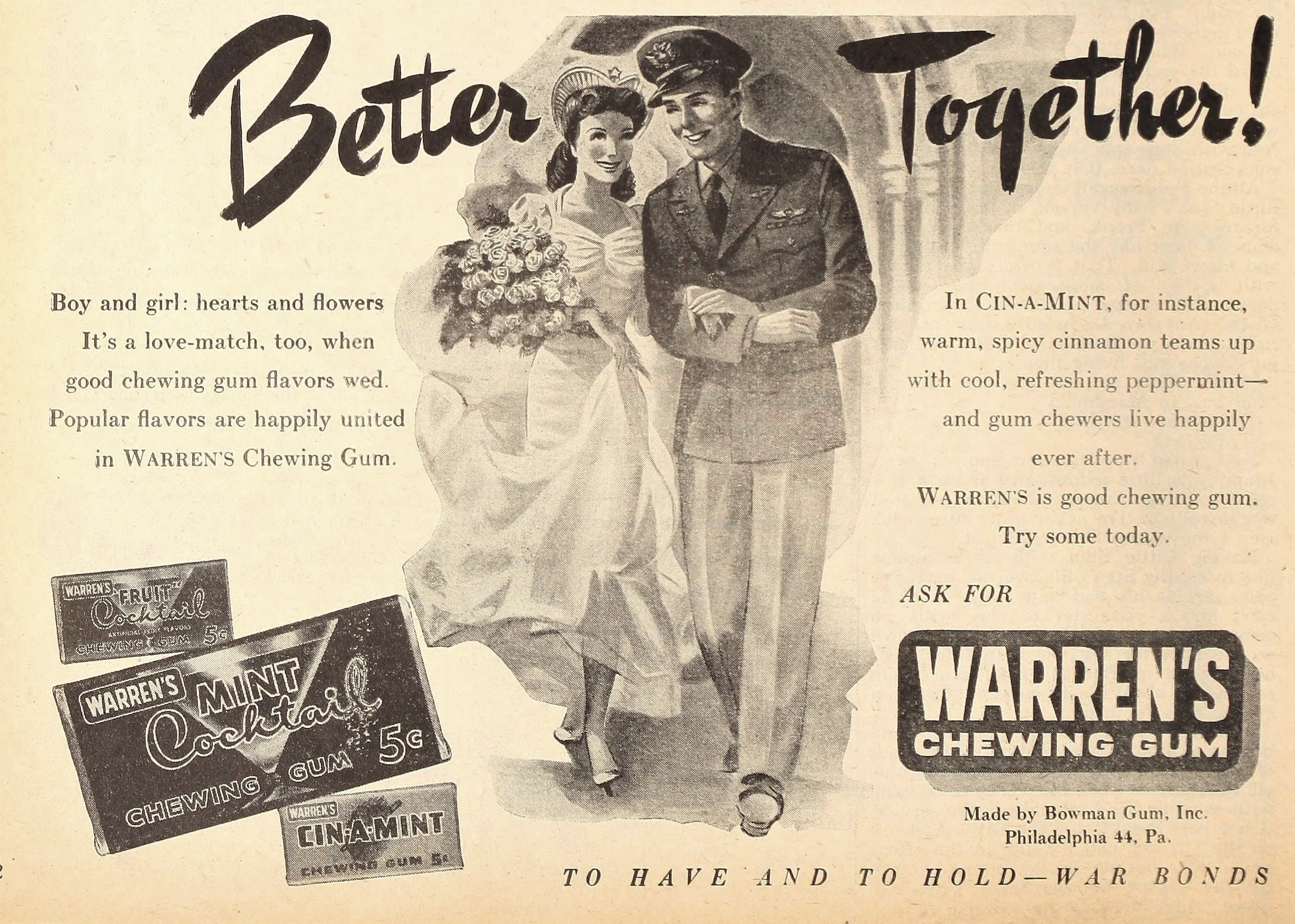
Жевательная резинка Уоррена «Лучше вместе!», 1945

1928 год. Двадцатитрёхлетний бухгалтер Уолтер Димер вывел идеальную формулу жевательной резинки, которая соблюдается и по сей день: 20 % каучука, 60 % сахара (или его заменителей), 19 % кукурузного сиропа и 1 % ароматизатора. Особенностью данной жевательной резинки стала гораздо большая эластичность. Свою жевательную резинку Димер назвал Dubble Bubble, поскольку из неё можно было выдувать пузыри. Жевательная резинка изменила цвет на розовый, что особенно привлекало детей.
Это получилось совершенно случайно. Я занимался непонятно чем, а закончил заниматься непонятно чем с пузырями…
В этом же году основана компания Thomas Brothers Candy Company, особенностью которой стало необычное месторасположение: на старой фабрике ядов в городе Мемфис (Теннесси).

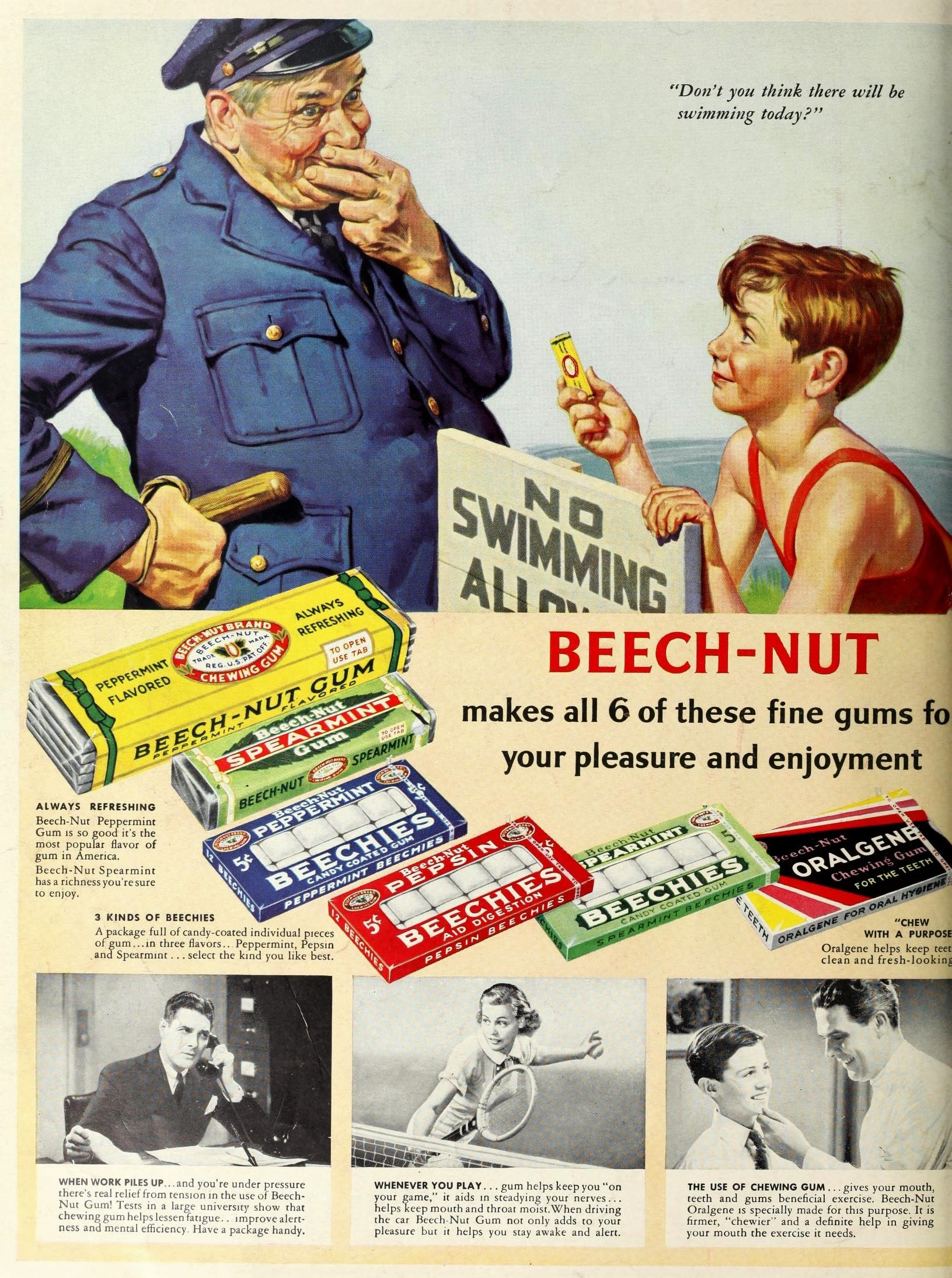
Реклама 1938 года

1930-е годы: 
Уильям Ригли придумывает новый маркетинговый ход — вкладыши с изображениями бейсбольных чемпионов и героев комиксов, которые раньше продавались с сигаретами, стали продаваться с жевательными резинками. Картинки выпускались ограниченными тиражами, поэтому стали предметом коллекционирования.
Профессор Колумбийского университета Холлингворт публикует научную работу «Психодинамика жевания», в которой доказывает, что жевание влияет на уменьшение мускульного напряжения и помогает расслабиться, снимая стресс. Жевательная резинка включается в солдатский паёк (одна пластинка жевательной резинки входит в дневной рацион).
1933 год: вкладыши для жевательной резинки выпускаются на плотном картоне.
В продаже появляется необычная «угольная жевательная резинка», которая рекламируется на упаковках Mounds и других конфет компании Питера Пола.
1937 год. Основана компания Dubble Bubble.
1938 год. Основана компания The Topps Company Inc.
Канадской компанией Hamilton Chewing Gum Ltd выпускается жевательная резинка с серией вкладышей со звёздами Голливуда.
1939 год. Решением Комиссии по питанию, фармацевтике и косметике жевательная резинка входит в классификацию пищевых продуктов, производители освобождались от необходимости подписывать на упаковке все ингредиенты.
Wrigley открывает фабрику в Новой Зеландии.
1940-е годы: 
1941 год: компания Dubble Bubble начинает производство солдатских пайков на время Второй мировой войны.
1944 год: на рынок выходит торговая марка Orbit от компании Wrigley. Жевательная резинка выпускается специально для американских солдат.
компания Dubble Bubble выпускает жевательную резинку с двумя новыми вкусами — виноградным и яблочным.
7 января 1948 года в Иллинойсе (США) дантистом Бруно Петрулисом основана компания Amurol Confections Company. В этом же году открывается компания Lotte Company.
На рынке появляется жевательная резинка Super Bubble.
1950-е годы: 
В связи с широкой пропагандой сахарных заменителей на рынке появилась первая жевательная резинка «без сахара». Её продвижение строилось на безвредности для зубов и полости рта.
1954 год. Компания Dubble Bubble организует первый телевизионный конкурс по надуванию пузырей из жевательной резинки.
1956 год. Компания Bowman сливается с Topps Chewing Gum.
1957 год: Бруно Петрулис продаёт Amurol Confections Company компании Wrigley.
В 1957 году в Москве проходит VI международный фестиваль молодёжи и студентов. Впервые элемент прозападного буржуазного образа жизни открыто провозится на территорию СССР и жевательная резинка распространяется «из-под полы». В общении с иностранцами рождается знаменитая фраза «Мир, дружба, жвачка!»
1960-е годы: 
Amurol Confections Company выпускает мягкую жевательную резинку Blammo без сахара.
На рынок выходит жевательная резинка Coolmint Gum с пингвином на упаковке от компании Lotte Company.
Жевательную резинку начинает выпускать Kent Gıda.
Президентская кампания в США задействует жевательную резинку в рекламно-политических целях; она выпускается в форме сигар и призывает избирателей голосовать за определённых кандидатов.
1962 год: Книга рекордов Гиннесса назвала самую великовозрастную «жевательницу жевательной резинки» в мире. Ею стала Мэри Фрэнсис Стабс, которой на тот момент было 106 лет.
1964 год. Оркестр «The Tijuana Brass» Герба Алперта записывает музыку для рекламной кампании Teaberry Gum. Композиция делает оркестр знаменитым.
1965 год. Американские астронавты проводят первые опыты с жевательной резинкой, изучая эффекты гравитации.
Компания Wrigley строит фабрику в Маниле (Филиппины).
1967 год. Компания Wrigley строит фабрику во Франции.
1969 год. Компания General Mills приобретает Donruss Company.
Компания Imperial сливается со словацкой Zivilski kombinat ZITO и начинает изготавливать жевательную резинку.
1970-е годы:
1976—78: Первая советская жевательная резинка производится в Ереване. Чуть позже открывается производство в Эстонии, Латвии. Московская фабрика «Рот Фронт» начала выпуск «жвачки» со вкусом мяты, клубники, апельсина и кофе в преддверии Олимпиады-80. Их продавали в лавках на спортивных сооружениях на Олимпийском проспекте.
У Wrigley появляется завод в Кении.
Компания Cadbury приобретает компанию Chappies Gum.
1971 год. В производстве жевательной резинки запрещён сахарозаменитель цикламат.
1974 год: на жевательных резинках впервые появляется штрихкод.
1975 год: на рынке появляются первые жевательные резинки в подушечках Freedent от компании Wrigley.
Появляется жевательная резинка Bubble Yum.
В марте 1975 года происходит трагическое событие на стадионе в Сокольниках, связанное с жевательной резинкой: во время юниорского матча Канада—ЦСКА около двух десятков человек погибают в давке, когда канадцы начинают раздавать болельщикам жевательную резинку.
1976 год. Компания Wrigley выпускает жевательную резинку коричневого цвета Big Red.
1978 год. Компания Wrigley строит фабрику в Тайване.
Lotte Company открывает филиал в США.
1979 год. Компания Wrigley выпускает жевательную резинку Hubba Bubba.
Появляется жевательная резинка Mork Bubble Gum.
В Сеуле компанией Lotte Company строится гостиница Lotte, которая признана Книгой рекордов Гиннесса самой большой в Корее.
1980-е годы: 
Компания Wrigley выпускает жевательную резинку Big League Chew.
Компания Amurol Products Company проводит ряд экспериментов по продвижению своей продукции. Выпускаются песенники Chu-Bops с текстами популярных шлягеров и пластинками жевательной резинки на каждой странице. Выпускается жевательная резинка в виде ленты.
1983 год. В производстве жевательной резинки начинают использовать аспартам и ацесульфам.
1984 год. Компания Wrigley представляет на рынке жевательную резинку Extra Sugarfree. Появляется Wrigley Winterfresh. : В Канаде Wrigley выпускает Arrowmint, в Кении Big Gin, а на Филиппинах Big Boy.
1985 год. На рынок выходит компания Concord Confections.
Компания Warner-Lambert возобновляет производство жевательной резинки Black Jack в рамках проекта Nostalgia Gum Program
1988 год. На рынок выходит компания Guandong Fanyu Candy Company.
1989 год. Компания Lotte открывает в Сеуле одноимённый торговый центр.
В Швейцарии запускается некоммерческий проект «Безопасные сладости для зубов». Значок данной организации в виде зуба под зонтиком появляется на продуктах, которые признаны безопасными для зубов, в том числе и на жевательной резинке.
1990-е годы: 
1991 год. Компания Wrigley строит фабрику в Гуанчжоу (Китай).
1992 год. В Сингапуре запрещены производство, продажа и импорт жевательной резинки. Контрабандный ввоз карался годом тюрьмы и штрафом в размере 5,5 тысяч долларов.
1992—1996 гг. В связи с тяжёлым положением в странах бывшего СССР одна за другой закрываются все фабрики по производству жевательной резинки. Всё большую популярность приобретает импортная продукция.
1993 год. Компания Lotte начинает производить Blueberry Sugarless Gum. В этом же году Lotte открывает фабрику в Индонезии.
1994 год. Компания Wrigley открывает фабрику в Бангалоре (Индия).
1996 год. Компания Wrigley открывает фабрику в Польше.
1997 год: турецкая компания Baycan через представительство в Узбекистане устанавливает первые торговые отношения с Россией. Начинается производство жевательных резинок Bombibom и Top Gum с фантиками на русском языке.
8 января 1998 от сердечного приступа скончался изобретатель современной жевательной резинки Уолтер Димер.
1998 год: Компания Wrigley выпускает жевательную резинку Airwawes Mentol Eucalyptus Gum.
Компания General de Confiteria представляет на русском рынке жевательную резинку Zorro Gum. Каждая упаковка была снабжена игрушечным солдатиком.
1999 год: жевательная резинка Dubble Bubble выпускается в форме шариков.
В Дублине (Ирландия) основана компания ZED Gum.
На рынке появляется жевательная резинка Yowser! от Ford Gum & Machine Company.
В США рассматривается законопроект, запрещающий производство жевательной резинки в виде сигар и сигарет.
2000-е годы:
В России возобновляется производство жевательной резинки. Их выпуском занимаются фабрики «Меньшевик» (Москва) и «Сладкий мир» (Санкт-Петербург).
Компания Wrigley выпускает жевательную резинку Extra Sugarfree Gum «со вкусом полярной свежести».
Появляется жевательная резинка «Аэроволны»[чья?] со вкусом мёда и лимона, а также со вкусом смородины.
2001 год: в Зимбабве в результате политических изменений закрывается фабрика компании Dandy.
Фабрика «Меньшевик» представляет на рынке жевательную резинку «Турбо-надув».
Впервые в рекламе Wrigley появляются звёзды спорта — чемпионки по теннису Винус и Серена Уильямс.
Компания Chupa Chups и крупнейший производитель сладостей в Турции фирма Kent объявляют о создании совместного предприятия в России.
2002 год: появляется новая жевательная резинка Dubble Bubble Duo от компании Concord Confections. В этом же году компания выходит на рынок России, открыв филиал в Нижнем Новгороде (ТМ «Жуйка»).
В России открываются новые фабрики по производству жевательной резинки: в Подольске («К-Артель») и в Видном («Мега-гам»).
Компания Cadbury Schweppes приобретает у Dandy её торговые марки Stimorol, Dirol и V6, а также новгородский завод по производству жевательной резинки. Компания Dandy переименовывается в Gumlink.
В 2004 г. Сингапур снимает запрет на жевательную резинку, допуская её употребление только при наличии соответствующего медицинского разрешения.

### В СССР
В СССР импортная жевательная резинка являлась предметом культа среди детей и подростков. При этом в советской детской прессе до начала 80-х проводилась кампания по дискредитации жевательная резинки как «вражеского продукта».
В советские годы в Москву нередко приезжали гости из-за рубежа и среди прочего им показывали как замечательно живут советские дети — происходило это чаще всего во Дворце пионеров на Ленинских горах или на ВДНХ. Иностранцы для таких случаев привозили и дарили карандаши, ручки, прочие канцтовары и обязательно жевательную резинку; также, в Москве практически в каждой школе был клуб интернациональной дружбы, где организовывалась переписка с зарубежными сверстниками, прежде всего из социалистических стран, благодаря этой переписке некоторые дети и получали жевательную резинку.
Также часто дети выпрашивали или выменивали «жвачку» у иностранцев.
До 1970-х годов жевательная резинка была доступна очень небольшому количеству советских детей, в основном москвичам и жителям портовых городов (на периферии таких было немного). 
(Давка после хоккейного матча в Сокольниках (давка из-за жвачки) произошла 10 марта 1975 года во дворце спорта «Сокольники» в Москве, после завершения товарищеского матча между юниорской сборной СССР и канадской юниорской командой Barrie Co-op[1][2].)
Самая первая по счёту линия по изготовлению жевательной резинки (импортного производства) была запущена  в 1976 году в Ереване, вторая — в Ростове-на-Дону (на макаронной фабрике); выпускалось два наименования продукции: «Жевательная резинка» и «Ну, Погоди!» с фруктовым и несколько более мятным вкусами, соответственно.
Эстонская кондитерская фабрика «Калев» производила жевательную резинку «Три поросёнка» и «Апельсиновая» в виде прямоугольников, с продольными бороздками для удобства разделения на 5 частей, в обёртке из вощёной бумаги с рисунком на полоске фольги по цене 20 копеек за штуку.
В преддверии Олимпиады-80 жевательную резинку  стала производить московская фабрика «Рот-фронт»; в 80-х годах «Рот Фронт» производила её четырёх сортов: «Мятная», «Апельсиновая», «Клубничная» и «Кофейный аромат». В первое время жевательная резинка этой фабрики продавалась по цене 60 копеек за пачку из пяти пластинок. Через некоторое время после начала продаж цена на жевательную резинку снизилась до 50 копеек за пачку. Это позволило продавать жевательную резинку пластинками поштучно.
При этом  по качеству советская жевательная резинка очень сильно уступала зарубежным аналогам.
- В советском фильме «Через тернии к звёздам» (1980 год) в одной из сцен в кадр попадает пачка жевательной резинки «Апельсиновая», выпускаемая в СССР, при этом действие фильма проходит в 2222 году.

## Состав
Современная жевательная резинка состоит в первую очередь из жевательной основы (преимущественно синтетические полимеры), в которую иногда добавляют компоненты, получаемые из сока дерева саподилла или из живицы хвойных деревьев.
Резинка также содержит вкусовые добавки, ароматизаторы, консерванты и другие пищевые добавки. В последнее время стали популярны резинки, содержащие сахарозаменители и противокариозные вещества, например, соединения фтора, ксилит, мочевина (карбамид). Однако остановить или вылечить уже имеющийся кариес эти вещества, как и в случае с зубной пастой, не могут.

## Польза и вред
При жевании усиливается слюноотделение, что способствует реминерализации и очищению зубов; жевательные мышцы получают равномерную, сбалансированную нагрузку в силу пластических и физико-механических свойств самой жевательной резинки; массаж дёсен в некоторой степени является профилактикой пародонтоза.
Специалисты рекомендуют использовать жевательную резинку только сразу после еды и не более пяти минут в день. В противном случае она способствует выделению в пустой желудок желудочного сока, что может способствовать развитию язвы желудка и гастрита. Тем не менее после приёма пищи у людей, страдающих изжогой, жевательная резинка способствует купированию её симптомов. Выделяющаяся слюна, имеющая щелочную реакцию, сглатывается. Кислое содержимое нижней трети пищевода нейтрализуется. При этом постоянное поступление слюны обеспечивает очистку нижней трети пищевода.
Некоторые растворимые компоненты жевательной резинки неблагоприятны для организма, если поступают в него в большом количестве. Например, сорбит, широко распространённый заменитель сахара в жевательных резинках, оказывает слабительное действие, о чём производители и предупреждают на упаковке.

## Борьба, ограничения и запреты
Вред, наносимый жевательной резинкой уличному экстерьеру при попадании на тротуары, стены домов, скамейки и прочие поверхности, называется гамфити. Учёные всего мира много лет бьются над созданием химикатов, которые бы растворяли жевательную резинку, не причиняя вреда окружающей среде. 
В 1990-е годы в США рассматривался законопроект, запрещающий производство жевательной резинки в виде сигар и сигарет.
Запрет на продажу жевательной резинки в Сингапуре: 
в 1992 году в Сингапуре запрещены производство, продажа и импорт жевательной резинки. Контрабандный ввоз карался годом тюрьмы и штрафом в размере 5,5 тысяч долларов.

В 2004 г. Сингапур снимает абсолютный запрет на жевательную резинку, допуская её употребление только при наличии соответствующего медицинского разрешения.
В Китае после празднования Национального дня на главной площади в Пекине было потрачено 120 тысяч долларов на очистку тротуаров от жевательной резинки. В том же году принимается закон, согласно которому за выплюнутую на улице жевательную резинку платится штраф в размере 50 юаней.

## Интересные факты

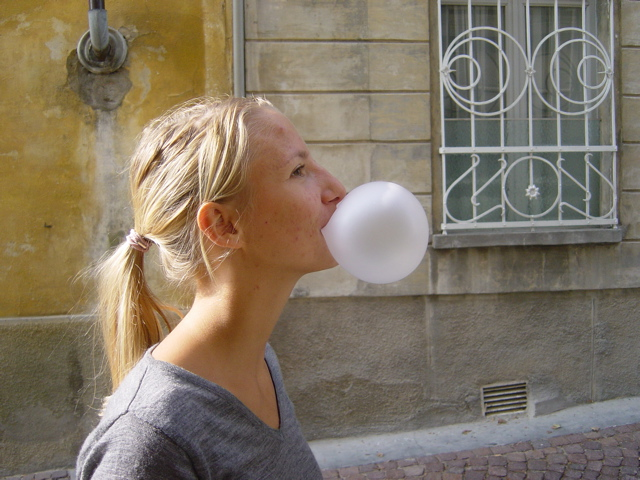
Выдувание пузырей

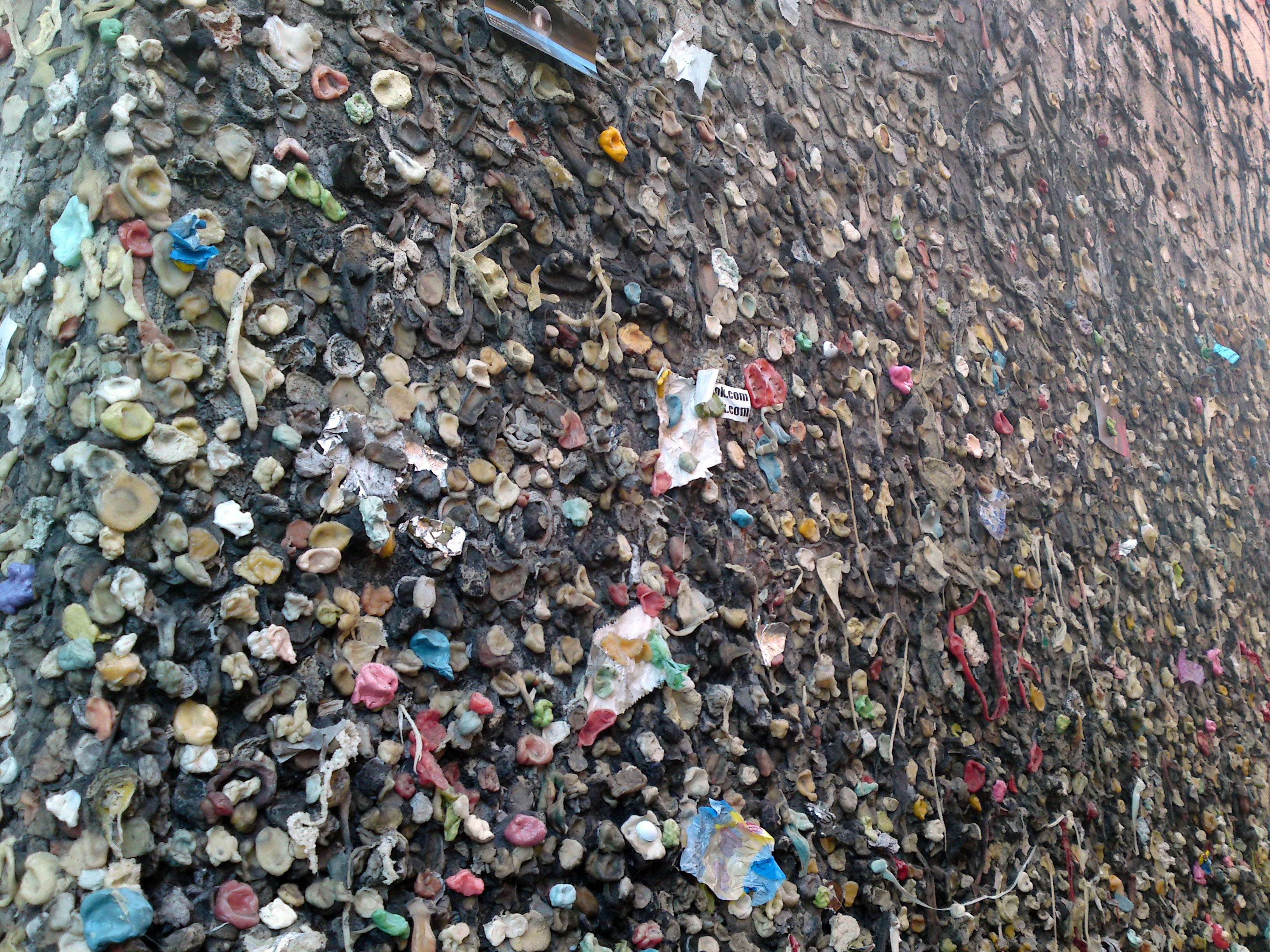
Стена, облепленная жвачкой в Сан-Луис-Обиспо, Калифорния

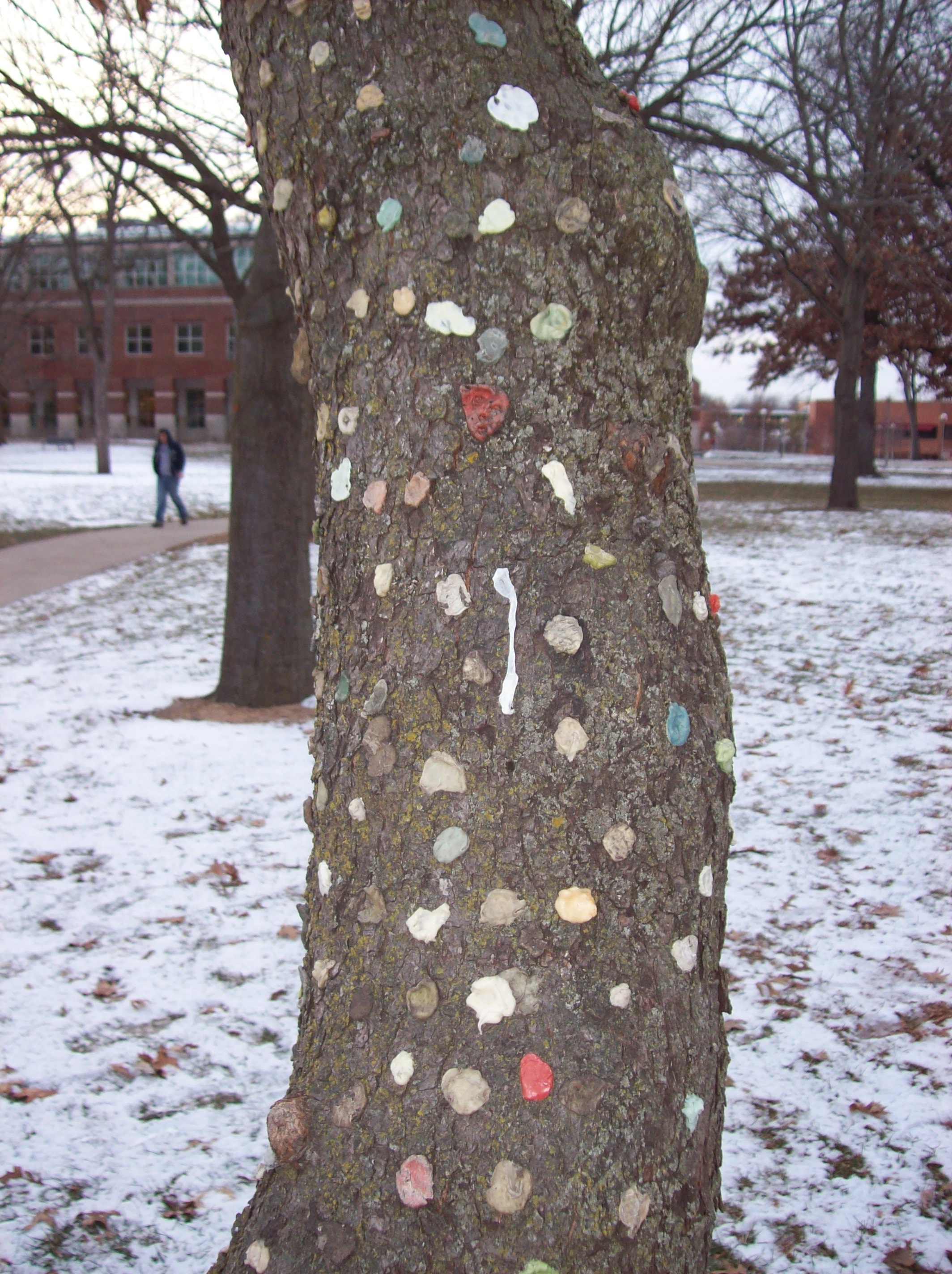
Дерево, залепленное жевательной резинкой

- Существуют жевательные резинки, которые, по заверению производителей, помогают бросить курить.
- Самый большой пузырь от жевательной резинки был зафиксирован в июле 1994 года в телевизионной студии «ABC» в Нью-Йорке. Его надула Сьюзен Монтгомери из США, диаметр пузыря составлял 58,5 сантиметров (это больше размера в плечах взрослого мужчины средней комплекции).
- В 1989 году в США был выдан необычный патент на «медальон для ношения жевательной резинки». Автор изобретения, Кристофер Робертсон, указывал в описании, что медальон «позволяет держать жевательную резинку при себе, а не оставлять её без присмотра, в результате чего она может загрязниться или попасть в руки лиц, которым она не принадлежит»[14].
- Книга рекордов Гиннесса сообщает о некоем Гари Дучле, который сплёл самую длинную цепочку из обёрток от жевательной резинки. Её масса составила 164,2 кг, а состояла она из 1 231 516 звеньев от 615 758 фантиков. Длина цепи — 9370,77 метра.
- Для безвредной утилизации жевательной резинкой придумывают весьма необычные способы: так, в городе Сан-Луис-Обиспо (Калифорния) уже сорок лет стоит стена, на которую каждый желающий может прилепить свою жевательную резинку, это местная достопримечательность; стена залеплена резинкой в несколько слоёв. В немецком Бохольте для этих же целей используются стволы деревьев[1].
- Известный голливудский режиссёр Дэвид Линч коллекционировал использованную жевательную резинку. По его признанию, «она напоминает человеческий мозг»[15][16].

## В культуре

### В искусстве, кинематографии, мультипликации
- Итальянский дизайнер Маурицио Савини прославился тем, что создавал скульптуры из жевательной резинки.
- В мультфильме о Симпсонах упоминается «жевательная резинка с чесноком», а в Футураме — резинка «Big Pink» со вкусом ветчины.
- В мультфильме «Время приключений» Принцесса Бубльгум — одна из главных персонажей.
- Широко известна фраза кота из второго выпуска мультфильма «Возвращение блудного попугая»: «Эх вы, серость! Это же бубль-гум!»
- В фильме «Пролетая над гнездом кукушки» главный герой Рэндл Патрик Макмерфи в одной из сцен угощает своего «глухонемого» друга по кличке «Вождь» жевательной резинкой «Juicy Fruit».
- В эпизоде 22 коротких фильма о Спрингфилде в мультсериале «Симпсоны» есть сцена, где Лизе к волосам прилипает жевательная резинка и были предприняты различные способы её удаления.
- В эпизоде «The Bodyguard» в мультсериале «Том и Джерри» Том угощает Джерри жевательной резинкой с клеем, чтобы тот не смог позвать о помощи своего верного друга бульдога Спайка в случае опасности.
- В эпизоде «Яблоко» тележурнала «Ералаш» между двумя учениками производится обмен жевательной резинки «Турбо» на яблоко.
- На протяжении всего фильма «Восемь с половиной долларов» лейтмотивом звучит фраза: «Покупайте бабл-гам, лучший друг индейца!»
- Жевательная резинка упоминается в творчестве Владимира Набокова, Ильфа и Петрова, Андрея Вознесенского, Даниила Гранина. Роль жевательной резинки в литературе рассматривается Игорем Кириенковым в лекции «Чавкая чуингамом»: Как жвачка прилипла к русской литературе в библиотеке имени Н. А. Некрасова.

### В музыке
- У группы Sonic Youth есть песня «Bubble Gum» (альбом EVOL 1986 года).
- У группы «Сплин» есть песня «„Orbit“ без сахара».
- У Сергея Трофимова есть песня «Бубль Гум».
- У певицы Marina есть песня «Bubblegum Bitch».
- У группы Ундервуд есть альбом Бабл-гам и одноимённая песня.